# Molophilus ordinarius
Molophilus ordinarius är en tvåvingeart som beskrevs av Alexander 1948. Molophilus ordinarius ingår i släktet Molophilus och familjen småharkrankar. Inga underarter finns listade i Catalogue of Life.